# Lescuraea patens
Lescuraea patens là một loài Rêu trong họ Leskeaceae. Loài này được Lindb. mô tả khoa học đầu tiên năm 1888.